# Bernedo
Bernedo és un municipi d'Àlaba, de la Quadrilla de Mendialdea. Està dividit en 11 concejos
| Concejos i Població |          |
| Concejo             | Població |
| Angostina           | 28       |
| Arluzea             | 29       |
| Bernedo             | 176      |
| Durruma Kanpezu     | 28       |
| Izarza              | 2        |
| Markinez            | 69       |
| Navarrete           | 35       |
| Okina               | 22       |
| Quintana            | 28       |
| Urarte              | 33       |
| Urturi              | 82       |
| Villafria           | 30       |